# Rivière Coaticook
Der Rivière Coaticook (französisch; in Kanada) oder Coaticook River (englisch; in den USA) ist ein rechter Nebenfluss des Rivière Massawippi im Süden der kanadischen Provinz Québec und im Norden des US-Bundesstaats Vermont.

## Flusslauf
Der Rivière Coaticook hat seinen Ursprung in dem Stausee Norton Pond im Essex County (Vermont). Von dort fließt er 10 km in nordöstlicher Richtung nach Norton an der Staatsgrenze zu Kanada. Im Anschluss durchfließt er die regionale Grafschaftsgemeinde Coaticook in der Verwaltungsregion Estrie in nördlicher Richtung. Er passiert Dixville, die Stadt Coaticook, sowie Compton und Waterville, bevor er 10 km südlich von Sherbrooke in den Rivière Massawippi mündet. Der Fluss hat eine Länge von ungefähr 70 km. Am Pegel nahe Waterville beträgt der mittlere Abfluss 9,4 m³/s.
Am Flusslauf liegen drei Kleinwasserkraftwerke:
Eustis (⊙) mit 700 kW wird von Hydro-Sherbrooke betrieben.
Belding (⊙) mit 1500 kW und Saint-Paul (⊙) mit 900 kW werden von Hydro-Coaticook betrieben.
Im Norden der Stadt Coaticook durchfließt der Fluss die tiefe Schlucht Gorge de Coaticook. Hier überspannt eine Fußgänger-Hängebrücke das Flusstal.
Bei Compton liegt die Covered Bridge Pont Drouin am Flusslauf des Rivière Coaticook.